# Bildnis Gerda
Bildnis Gerda (alternativ: Porträt Gerda) ist ein Gemälde des deutschen expressionistischen Malers Ernst Ludwig Kirchner (1880–1938) aus dem Jahr 1914. Es gehört seit 1953 zur Sammlung des Von der Heydt-Museums in Wuppertal.

## Beschreibung
Kirchners Werk ist in Öl auf Leinwand ausgeführt und hat das Format 70 × 57 cm. Es hat die Inventarnummer G 0755 in der Sammlung Von der Heydt-Museum. Auf der Rückseite ist das Werk mit „E. L. Kirchner Kopf Gerda 1914“ bezeichnet. Weiter befindet sich dort ein Nachlass-Stempel mit der Nummer Be/Ba 7.
Das Werk zeigt ein Halbfigurenporträt einer jungen Frau, die im Großstadtstil der 1910er Jahre modisch gekleidet ist. Das Gesicht weist in der Zeichnung starke Konturen auf, mit einem betonten Mund, roten Lippen, ausgeprägtem Kinn und schwarz geschminkten Augen. Ihre Kurzhaarfrisur ist als Ponyfrisur über der Stirn angedeutet. Bekleidet ist sie mit einem schwarzen modernen Hut, einer Jacke mit Pelzkragen und darunter einer gelb-orangen Bluse. Die Szene scheint eine Tanzveranstaltung darzustellen, denn im Hintergrund lässt sich schemenhaft ein tanzendes Paar erahnen. Durch pastos aufgetragene, stark leuchtende Farben und scharfe Kontraste erreicht Kirchner eine maximale grelle Farbwirkung, die die Atmosphäre in einem mondänen großstädtischen Berliner Tanzlokal jener Jahre beschreibt.

## Entstehung und Einordnung
Das Bildnis stellt die Nachtclubtänzerin Gerda Schilling, die Schwester von Kirchners Lebensgefährtin Erna, dar.
Kirchner selbst schreibt über Gerda: Die schönen architektonisch aufgebauten strengförmigen Körper dieser beiden Mädchen lösten die weichen sächsischen Körper ab. […] Sie erziehen mein Schönheitsempfinden zur Gestaltung der körperlich schönen Frau unserer Zeit.
Im Spätherbst 1911 ging Kirchner nach Berlin. Nicht nur die Anziehungskraft einer Großstadt führte ihn dorthin, sondern auch die Absicht der Gründung einer Malschule namens MUIM-Institut („Moderner Unterricht in Malerei“) zusammen mit Max Pechstein. Diese hatte aber wenig Erfolg. Im Oktober 1911 lernte er in Berlin die Schwestern Erna und Gerda Schilling kennen, Erna wurde Kirchners Lebensgefährtin.

Weitere ähnliche Werke von Ernst Ludwig Kirchner
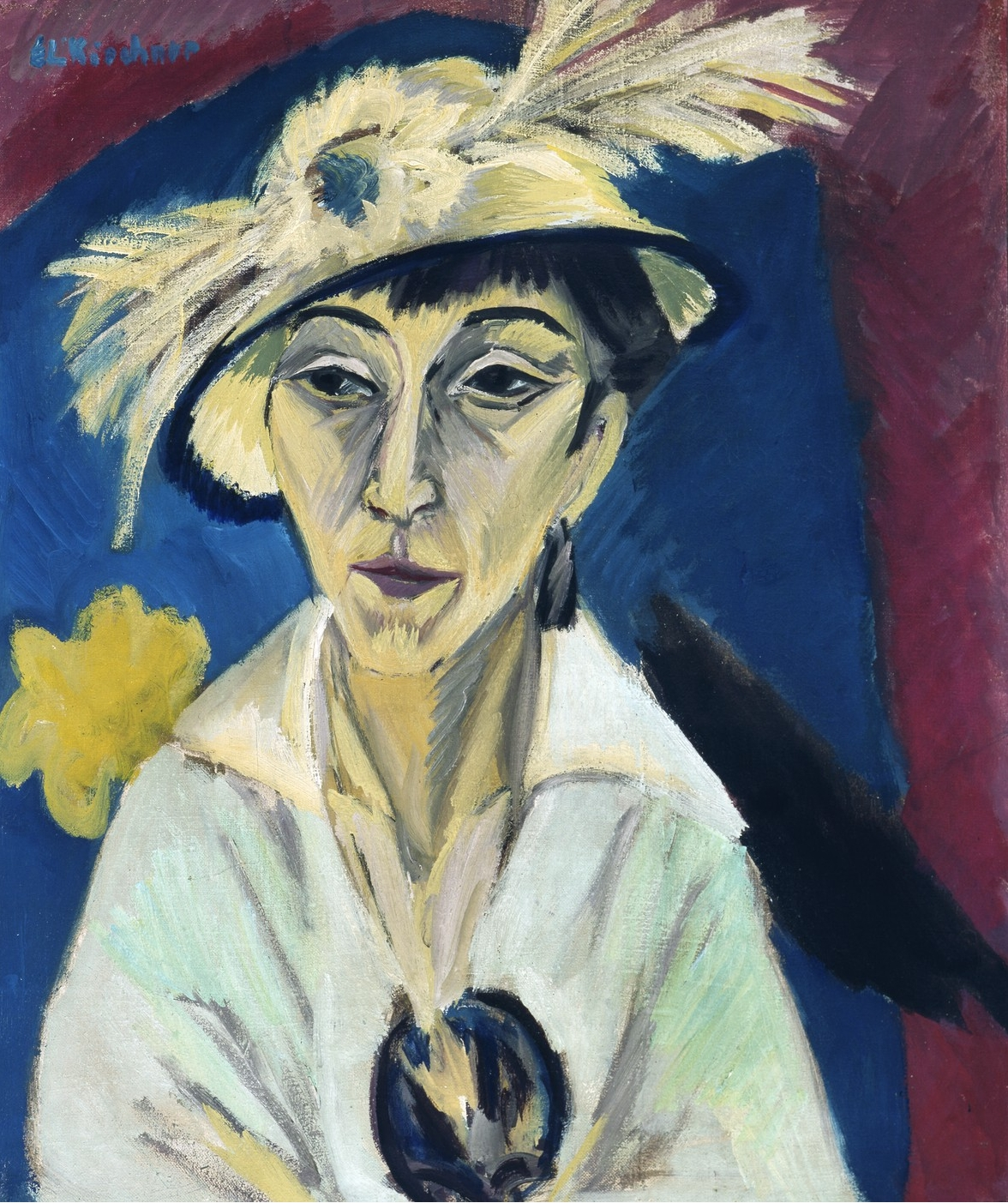
Portrait Erna Schilling, 1913